# Mancomunidad Intermunicipal Hoya de Buñol-Chiva
La Mancomunidad Intermunicipal Hoya de Buñol-Chiva es una mancomunidad de la provincia de Valencia. Su población en el año 2000 era de 37.993 habitantes.

## Municipios pertenecientes
- Alborache
- Buñol
- Cheste
- Chiva
- Dos Aguas
- Godelleta
- Macastre
- Millares
- Siete Aguas
- Turís
- Yátova
- Cortes de Pallás

## Competencias
Aguas Potables,	cultura, extinción de incendios, hospital, limpieza viaria y recogida de basura, matadero, sanidad y turismo.